# Gareth Emery
Gareth Emery nació en 1980 en Southampton, Inglaterra. es un productor y DJ de música trance.
En el año 2011, Gareth Emery realizó uno de los remixes oficiales del sencillo «I Wanna Go» de la cantante estadounidense Britney Spears.

## Biografía
Nació en Southampton, pero ahora está establecido en Mánchester, Inglaterra. Tiene una formación musical diversa que incluye clases de piano clásico, jazz, y un poco de punk rock. Emery se ha constituido en los últimos años como uno de los mejores DJ de música trance. Desde que logró ingresar en la encuesta realizada por la revista DJmag, su progreso fue el siguiente: ingresó en la posición #34 en el año 2006, fue #31 en el 2007, #23 en el 2008, #9 en el 2009, #7 en el 2010 y en 2011, desciende hasta la posición #13. El 23 de septiembre de 2010 lanzó su álbum debut titulado "Northern Lights".

## The Gareth Emery Podcast (TGEP)
Desde el año 2006, Gareth Emery produce un podcast semanal gratuito en Internet, se lo puede descargar desde iTunes Store o desde su página oficial. Está considerado como uno de los mejores programas radiales de música trance.

## Discografía
Sus producciones fueron lanzados bajo sobrenombres como GTR, Cupa, Digital Blues y un proyecto de música house denominado Runway.
Participó en colaboraciones con artistas como Lange, Solid Globe, Jon O’Bir y CERN con versiones de una multitud de sellos como A State of Trance, Lost Language, Multiply, Bonzai, y su sello propio Five AM.
En mayo del 2005, Gareth produjo su primer CD compilatorio llamado "Five AM Sessions: Volume One", mezclando música desde deep y dark tech-trance hasta funky, y su estilo propio de driving trance.

### Garuda
Lanza su nuevo sello discográfico llamado "Garuda" el 2009 con dos de sus sencillos "Exposure/Metropolis". Publicó varias producciones de otros artistas como Jon O'Bir.
En agosto del 2009 lanzó el primer sencillo de su primer álbum de artista "Northern Lights" titulado "Sanctuary" con la voz de Lucy Saunders. El 23 de septiembre lanzó con Garuda "Northern Lights" el cual cuenta con 10 canciones compuestas por Gareth Emery.

### The Sound Of Garuda (2009)
The Sound Of Garuda es el primer disco del sello discográfico Garuda. Es un disco compilatorio de Gareth Emery, el cual contiene dos formatos: Dj Mix (Mezclado por Gareth Emery) y con producciones aparte. En él, Gareth Emery estrena la canción I Will Be The Same, junto a la vocalista Emma Hewitt.

### Northern Lights (2010)
Artículo principal Northern Lights (Gareth Emery)
Desde el 2005, planeaba lanzar su álbum debut como artista, pero no lo consiguió hasta el 2010.
"Northern Lights" es un trabajo que empezó a realizarlo a inicios del 2009 y lo finalizó en julio de 2010. Cuenta con 10 canciones de estilo Trance/Progressive House. Northern Lights alcanzó el #1 en iTunes Store de EE. UU. en el género Dance.

## Sencillos
- fecha desconocida de publicación (después de 2000)
- Menno de Jong feat. ReLocate - Solid State (Gareth Emery Remix)

### 2002
- GTR - Mistral [Five AM]
- GTR - Flood Control [Influential]
- GTR - Psiclone [Influential]
- GTR vs The Shrink - Nervous Breakdown (Trance mix) [Nutrition]
- GTR vs The Shrink - Nervous Breakdown (Bootleg mix) [Nutrition]

### 2003
- CERN - The Message (additional production) [Five AM / ASOT]
- Cupa - Blaze [Five AM]
- Cupa - Foundation [Five AM]
- Nova - All This Love (GTR mix) [Multiply]
- CERN - Baileys (GTR dub) [Five AM]
- Quadraphonic - I Can Feel Your Love (Gareth Emery's GTR mix) [Lost Language]

### 2004
- Wirefly - The Verdict (Gareth Emery & Mark Dedross mix) [Motion]
- Gareth Emery & Jon O'Bir - Escapade [Five AM]
- GTR - Reason To Believe (Original Mix) [Five AM]
- GTR - Reason To Believe (Gareth Emery Remix) [Five AM]
- Echano - Nothing To Live For (Gareth Emery Remix) [Motion]
- Will Holland - Magicka (Gareth Emery Remix) [Forty Five]
- Digital Delinquents - Forever (Gareth Emery Vocal / Dub mixes) [Equilibrium]

### 2005
- Zodiak - Provincial Disco (Gareth Emery Remix) [MICREC]
- DJ Sammy - L'bby Haba (Gareth Emery Remix) [Super M]
- Gareth Emery - Between Dreams [Five AM]
- Gareth Emery - Backlash [Five AM]
- Gareth Emery - Tribalism [Five AM]
- Gareth Emery - History Of A Day [Five AM]
- Lange vs Gareth Emery - This Is New York [Lange Recordings]
- Lange vs Gareth Emery - X Equals 69 [Lange Recordings]
- Gareth Emery & Jon O'Bir - Bouncebackability [Five AM]
- Emery & Kirsch - Lose Yourself [Enhanced]
- Cupa - Mass Panic (Gareth Emery Remix) [Five AM]
- Cupa - Mass Panic (Concept mix) [Five AM]
- Digital Blues - Digital Blues [Lange Recordings]
- Digital Blues - Definition [Lange Recordings]
- Nu-NRG - Dreamland (Gareth Emery vs. Brisky Remix) [Monster]

### 2006
- DT8 Project - Tomorrow Never Comes (Gareth Emery Remix) [Mondo]
- Lange vs Gareth Emery - Another You, Another Me [Vandit]
- Lange vs Gareth Emery - Back On Track (Gareth Emery Back On Breaks remix) [Lange]
- Mike Foyle - Shipwrecked (Gareth Emery remix) [Armind]
- Vinny Troia feat. Jaidene Veda - Flow (Gareth Emery Remix / Dub mix) [Curvve]
- Gareth Emery & Nicholas Bennison - Interlok [Five AM]
- Gareth Emery & Nicholas Bennison - Interlok (Gaz's Dubbed Out mix) [Five AM]
- Gareth Emery & Jon O'Bir - No Way Back [Five AM]
- Gareth Emery & Jon O'Bir - Integrate [Five AM]
- Lange vs Gareth Emery - On Track [Lange]
- Lange vs Gareth Emery - Three [Lange]
- George Acosta feat. Truth - Mellodrama (Gareth Emery Remix) [Five AM]

### 2007
- Gareth Emery - More Than Anything [Five AM]
- Albert Vorne - Formentera What? (Gareth Emery Remix) [Club Elite]
- Gareth Emery pres. Runway - Outrageous [Baroque]
- Gareth Emery And Rue De Gar - Soul Symbol [Curvve Recordings]

### 2008
- DJ Orkidea - Metaverse (Gareth Emery Remix)[AVA Recordings]
- Myon And Shane 54 feat. Carrie Skipper - Vampire (Gareth Emery's Garuda Remix)[Armind]
- Gareth Emery - This Is That [Five AM Records]
- Martin Roth - Off the World (Gareth Emery Remix)[Vandit]
- Darude Ft Blake Lewis - I Ran (So Far Away) (Gareth Emery Remix)[Robbins Entertainment]
- Andrew Bennett Vs Tatana Feat. Tiff Lacey - Closer (Than A Heartbeat) (Gareth Emery Remix) [S2 Records]
- Bartlett Bros feat. Marcia Juell - Let it Flow (Gareth Emery Remix)[Lunatique]
- Stowers & Young - The Second Coming (Gareth Emery Remix) [Insight Recordings]

### 2009
- Gareth Emery - Exposure/Metropolis [Garuda]
- Bobina - Time & Tide (Gareth Emery Remix) [World Club Music]
- Above & Beyond pres. Oceanlab - Lonely Girl (Gareth Emery Remix) [Anjunabeats]
- Ronski Speed feat. Ana - The Deep Divine (Gareth Emery Remix)[euphonic]
- M.I.K.E. - Sunrise At Palamos 2009 (Gareth Emery Remix) [Garuda]
- Fabio XB & Micky VI - Make This Your Day (Gareth Emery Remix) [S107 Recordings]
- Fabio XB & Andrea Mazza - Light To Lies (Gareth Emery Remix) [S107 Recordings]
- Gaia - Tuvan (Gareth Emery Remix) [Armind]
- Gareth Emery With Emma Hewitt - I Will Be the Same [Garuda]
- Terry Ferminal & Jonas Stenberg - A Thousand Miles, Memories (Gareth Emery Edit) [High Contrast Recordings]
- Gareth Emery - The Sound Of Garuda [Garuda]
- Rosie and The Goldbug - Heartbreak (Gareth Emery Remix)

### 2010
- Gareth Emery feat. Lucy Saunders - Sanctuary [Garuda]
- Gareth Emery feat. Jerome Isma-Ae - Stars
- Gareth Emery - El Segundo
- Gareth Emery feat. Roxanne Emery - Too Dark Tonight
- Gareth Emery feat. Brute Force - Arrival
- Gareth Emery feat. Mark Frisch - Into The Light
- Gareth Emery - Full Tilt
- Gareth Emery - Citadel
- Gareth Emery feat. Lucy Saunders - Fight The Sunrise
- Gareth Emery feat. Activa - All Is Now
- Gareth Emery - Citadel (Club Mix)
- Above & Beyond & Gareth Emery pres. OceanLab - On a Good Day (Metropolis) [Anjunabeats]
- Nadia Ali - Rapture (Gareth Emery Remix)

### 2011
- Gareth Emery - Northern Lights Re-Lit (Studio Album) [Garuda]
- John O'Callaghan - Save This Moment (Gareth Emery Remix) [Captivating Sounds - Armada]
- Britney Spears - I Wanna Go (Gareth Emery Remix)
- Gareth Emery & Ben Gold - Flash
- Super8 & Tab - Perfect Day feat. Alyna (Gareth Emery Remix) [Anjunabeats]
- Gareth Emery & Ashley Wallbridge - Mansion
- Gareth Emery feat. Mark Frisch - Into The Light
- Gareth Emery - Tokyo
- Gareth Emery feat. Christina Novelli - Concrete Angel [Official Music Video

### 2014
- Gareth Emery feat. Christina Novelli - Dynamite (Official Video)
- Gareth Emery feat. Bo Bruce - U (Official Video)
- Gareth Emery - Huracán
- Gareth Emery feat. Roxanne Emery - Soldier
- Gareth Emery - Huracán
- Gareth Emery feat. Krewella - Lights & Thunder
- Gareth Emery feat. Asia Whiteacre - Million Years
- Gareth Emery feat. LJ Ayrten - Beautiful Rage
- Gareth Emery - Firebird